# Tonbridge
Tonbridge es una villa del distrito de Tonbridge and Malling, en el condado de Kent (Inglaterra).

## Geografía
Según la Oficina Nacional de Estadística británica, Tonbridge tiene una superficie de 9,3 km². 

## Demografía
Según el censo de 2001, Tonbridge tenía 35 833 habitantes (48,66% varones, 51,34% mujeres) y una densidad de población de 3853,01 hab/km². El 21,24% eran menores de 16 años, el 71,01% tenían entre 16 y 74 y el 7,75% eran mayores de 74. La media de edad era de 39,18 años.
El 92,03% eran originarios de Inglaterra y el 2,75% de otras naciones constitutivas del Reino Unido, mientras que el 1,63% eran del resto de países europeos y el 3,59% de cualquier otro lugar. Según su grupo étnico, el 98,25% de los habitantes eran blancos, el 0,72% mestizos, el 0,37% asiáticos, el 0,13% negros, el 0,29% chinos y el 0,24% de cualquier otro. El cristianismo era profesado por el 73,87%, el budismo por el 0,18%, el hinduismo por el 0,12%, el judaísmo por el 0,12%, el islam por el 0,28%, el sijismo por el 0,03% y cualquier otra religión por el 0,27%. El 16,74% no eran religiosos y el 8,39% no marcaron ninguna opción en el censo.
Del total de habitantes con 16 o más años, el 25,35% estaban solteros, el 56,68% casados, el 2,15% separados, el 7,67% divorciados y el 8,15% viudos. Había 14 480 hogares con residentes, de los cuales el 26,27% estaban habitados por una sola persona, el 7,95% por padres solteros con o sin hijos dependientes, el 42,01% por parejas casadas y el 7,99% sin casar, con o sin hijos dependientes en ambos casos, el 11,11% por jubilados y el 4,69% por otro tipo de composición. Además, había 293 hogares sin ocupar y 32 eran alojamientos vacacionales o segundas residencias.